# Konrad Małek
Konrad Małek (ur. 6 lutego 1921 w Świętochłowicach, zm. 15 lipca 1996 w Jeleniej Górze) – polski instruktor i dyplomowany nauczyciel tańca, nestor tańca towarzyskiego, założyciel klubów tańca, działacz społeczny, sędzia I kategorii PTT, popularyzator kultury tanecznej. Przez blisko 50 lat pracował w kulturze, z czego blisko 35 lat to jego działalność w Jeleniej Górze.

## Życiorys
Syn Karola i Franciszki z domu Wiertelorz. Pracę zawodową rozpoczął w lutym 1946 roku jako kierownik świetlicy Kopalni „Matylda” w Świętochłowicach. W latach 1948–1952 był instruktorem kulturalno-oświatowym w Zarządzie Głównym Związków Zawodowych Górników w Katowicach. W latach 1952–1953 był kierownikiem kina „Włókniarz” w Kietrzu, a także dyrektorem Państwowego Ogniska Baletowego w Raciborzu i choreografem w Domu Kultury Huty „Małapanew” w miejscowości Ozimek na Opolszczyźnie.
Dyplom nauczyciela tańca otrzymał w 1958 roku, kończąc kurs kwalifikacyjny III stopnia u profesora Mariana Wieczystego w Krakowie. W latach 1966–1969 ukończył 4-letni kurs specjalistyczny Centralnej Poradni Amatorskiego Ruchu Artystycznego, uzyskując wyższe uprawnienia zawodowe w zakresie tańca towarzyskiego. W 1981 roku uzyskał kategorię „S” – najwyższą, specjalistyczną kategorię instruktorską uprawniającą do pracy z zespołami tanecznymi.
Pracę w Jeleniej Górze rozpoczął w październiku 1961 roku. Przez pierwsze dwa lata pracował w Młodzieżowym Domu Kultury, a w roku 1963 rozpoczął działalność w Spółdzielczym Domu Kultury „Kwadrat” (w 1975 roku Wojewódzki Dom Kultury) przy ul. 15 Grudnia (obecnie Bankowa). W 1964 roku założył Amatorski Klub Tańca „Kwadrat”, pierwszy w Jeleniej Górze i przez wiele lat był to jedyny klub skupiający pary turniejowe. 
W 1966 roku zorganizował I Ogólnopolski Turniej Tańca Towarzyskiego o Puchar Karkonoszy (odbył się w dn. 24-25.09.1966). Była to impreza o prestiżu ogólnopolskim i międzynarodowym. Był tam także sędzią głównym, zaś sędziami punktującymi: Beata Lichtarska (Wrocław), Jerzy Mierzwa (Kluczbork) i Jerzy Helle (Poznań). Turniej ten wszedł na stałe do corocznego programu Września Jeleniogórskiego.
Poza Jelenią Górą pracował w Kamiennej Górze, Lubawce, Mysłakowicach, Zgorzelcu, Bogatyni, Lwówku Śląskim. W miastach tych dochował się również wielu następców. Do jego uczniów należą m.in.: Kazimierz Kurzak, Marek Wiaderek, Józef Homoncik, Mirosław Mleczek i Józef Pałka.
W 1987 roku formalnie i symbolicznie przekazał AKT „Kwadrat” nowemu trenerowi – Bernardowi Lewandowskiemu, ponieważ odchodząc na emeryturę nie zakończył swojej działalności związanej z tańcem towarzyskim. 
W 1995 roku uczestniczył w zorganizowanym przez siebie Ogólnopolskim Turnieju Tańca Towarzyskiego o Puchar Karkonoszy po raz ostatni, jako Gość Honorowy. Zmarł 17 lipca 1996 roku po długiej i ciężkiej chorobie – miał też amputowaną nogę. Spoczął na Nowym Cmentarzu Komunalnym w Jeleniej Górze (kwatera 8 CK2-4-8).

## Nagrody i odznaczenia
- Odznaka „Zasłużony Działacz Kultury” (1980)
- Złoty Krzyż Zasługi (1983)
- Srebrna Odznaka Federacji Stowarzyszeń i Klubów Tanecznych w Polsce (1983)
- Zasłużony dla Miasta Jeleniej Góry (1989)